# Samy Burch
Samy Burch (Los Angeles, ...) è una casting director e sceneggiatrice statunitense.
È nota soprattutto per aver scritto la sceneggiatura di May December, che le è valsa una candidatura all'Oscar alla migliore sceneggiatura originale nel 2024.

## Biografia
Samy Burch è nata a Los Angeles. Sua sorella è la cantante Molly Burch. Nel 2009, si è laureata alla New York University Tisch School of the Arts. All'inizio della sua carriera, al casting di alcuni film come Quarantena 2, Hunger Games, L'incredibile vita di Timothy Green, Hunger Games: La ragazza di fuoco, Hunger Games: Il canto della rivolta - Parte 1 e Hunger Games: Il canto della rivolta - Parte 2. Ha anche scritto e diretto dei cortometraggi assieme al marito, Alex Mechanik. Nel 2019 ha terminato la sceneggiatura, inspirata in particolare dal caso di Mary Kay Letourneau, del film May December. Il film, diretto da Todd Haynes, è stato presentato al Festival di Cannes 2023. Burch ha inoltre scritto il film Coyote vs. Acme, cancellato dalla Warner Bros..

## Vita privata
Nel 2023, ha sposato il produttore e sceneggiatore Alex Mechanik.

## Filmografia

### Casting Director

#### Cinema
- War Story, regia di Mark Jackson (2014)
- Buster's Mal Heart, regia di Sarah Adina Smith (2016)
- Neighborhood Food Drive, regia di Jerzy Rose (2017)
- 68 Kill, regia di Trent Haaga (2017)
- Barracuda, regia di Jason Cortlund e Julia Halperin (2017)
- Inheritance, regia di Tyler Savage (2017)
- Hover, regia di Matt Osterman (2018)
- Above Suspicion, regia di Phillip Noyce (2019)
- Freeland, regia di Mario Furloni e Kate McLean (2020)
- Sotto attacco (Embattled), regia di Nick Sarkisov (2020)

#### Televisione
- Two Guys Named Josh - serie TV, 3 episodi (2013)
- Teacher's Lounge - serie TV, 3 episodi (2013)
- Short Comings - serie TV, 3 episodi (2014)
- Ching Chong Blues - serie TV, 3 episodi (2018)
- This Is Heaven, regia di Lorene Scafaria - film TV (2018)
- Frankenstein's Monster's Monster, Frankenstein, regia di Daniel Gray Longino - film TV (2019)

#### Cortometraggi
- Bev, regia di Samy Burch e Alex Mechanik (2016)
- Man in Ceiling, regia di Joshua Fu (2016)
- Isabella & the Pot of Basil, regia di Cara Lawson (2017)
- And I Need a Haircut, regia di Staci Roberts Steele (2019)

### Sceneggiatrice

#### Cinema
- May December, regia di Todd Haynes (2023)

#### Cortometraggi
- All You Can Eat, regia di Samy Burch e Alex Mechanik (2013)
- Bev, regia di Samy Burch e Alex Mechanik (2016)
- Crown Prince, regia di Samy Burch e Alex Mechanik (2017)

### Regista
- Family Dinner, co-regia con Alex Mechanik - cortometraggio (2012)
- All You Can Eat, co-regia con Alex Mechanik - cortometraggio (2013)
- Housewife Sonata, co-regia con Alex Mechanik - cortometraggio (2013)
- Bev, co-regia con Alex Mechanik - cortometraggio (2016)
- Dogshow QVC, co-regia con Matt Boman e Jessica Collins - cortometraggio (2016)
- Crown Prince, co-regia con Alex Mechanik - cortometraggio (2017)

### Montatrice
- Family Dinner, regia di Samy Burch e Alex Mechanik - cortometraggio (2012)
- All You Can Eat, regia di Samy Burch e Alex Mechanik - cortometraggio (2013)
- Housewife Sonata, regia di Samy Burch e Alex Mechanik - cortometraggio (2013)
- Bev, regia di Samy Burch e Alex Mechanik - cortometraggio (2016)

### Produttrice

#### Cinema
- May December, regia di Todd Haynes (2023)

#### Cortometraggi
- Bev, regia di Samy Burch e Alex Mechanik (2016)
- Crown Prince, regia di Samy Burch e Alex Mechanik (2017)

### Attrice

#### Cinema
- Are You Here, regia di Matthew Weiner (2013)

#### Televisione
- Lizzie McGuire - serie TV, episodio 2x12 (2002)

## Riconoscimenti
- Premio Oscar
  - 2024 - Candidatura alla migliore sceneggiatura originale per May December[13]
- Critics' Choice Awards
  - 2024 - Candidatura alla miglior sceneggiatura originale per May December
- Satellite Award
  - 2024 - Candidatura alla miglior sceneggiatura originale per May December
- Gotham Independent Film Awards
  - 2023 - Candidatura alla miglior sceneggiatura per May December
- Independent Spirit Awards
  - 2024 - Candidatura alla miglior sceneggiatura d'esordio per May December
- Chicago Film Critics Association Awards
  - 2023 - Candidatura alla miglior sceneggiatura originale per May December
- Florida Film Critics Circle Awards
  - 2023 - Candidatura alla miglior sceneggiatura originale per May December
- Las Vegas Film Critics Society Awards
  - 2023 - Candidatura alla miglior sceneggiatura originale per May December
- Los Angeles Film Critics Association Awards
  - 2023 - Candidatura alla miglior sceneggiatura per May December
- New York Film Critics Circle Awards
  - 2023 - Miglior sceneggiatura per May December
- San Diego Film Critics Society Awards
  - 2023 - Candidatura alla miglior sceneggiatura originale per May December
- Alliance of Women Film Journalists
  - 2024 - Candidatura alla migliore sceneggiatrice donna per May December
  - 2024 - Candidatura alla miglior sceneggiatura originale per May December
- Indiana Film Critics Association Awards
  - 2023 - Candidatura alla miglior sceneggiatura originale per May December
- Georgia Film Critics Association Awards
  - 2024 - Oglethorpe Award for Excellence in Georgia Cinema per May December
  - 2024 - Candidatura alla miglior sceneggiatura originale per May December
- Boston Online Film Critics Association Awards
  - 2023 - Miglior sceneggiatura per May December
- Utah Film Critics Association Awards
  - 2024 - Candidatura alla miglior sceneggiatura originale per May December